# Scott (nome)
Scott  è un nome proprio di persona inglese e gaelico scozzese maschile.

## Varianti
- Maschili: Scot[2]
  - Alterati: Scotty[2][3], Scottie[2]

## Origine e diffusione
Deriva dall'etnonimo inglese antico Scott o Scot (plurale Scottas), che in origine indicava una persone irlandese e solo dal tempo di Alfredo il Grande passò a indicare gli scozzesi (gli Scoti, da cui prende il nome la Scozia, vi giunsero dall'Irlanda); l'etimologia del nome latino Scoti o Scotti è incerta, forse correlata al celtico *skfto, "ombra", per il modo con cui i mercenari irlandesi razziavano gli insediamenti della Britannia romana.
Come nome, Scott è documentato già in inglese antico, ma le sue occorrenze moderne, attestate a partire dal XIX secolo, sono in realtà riprese dall'identico cognome inglese, spesso in onore dello scrittore Walter Scott. 

## Onomastico
Nessun santo porta il nome Scott, che quindi è adespota, e il suo onomastico si può festeggiare il 1º novembre, ricorrenza di Ognissanti. Si segnala un beato che lo porta come cognome, Guglielmo Scott, martire a Londra con Riccardo Newport, e con lui commemorato il 29 maggio.

## Persone

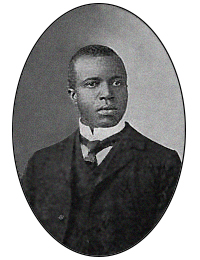
Scott Joplin

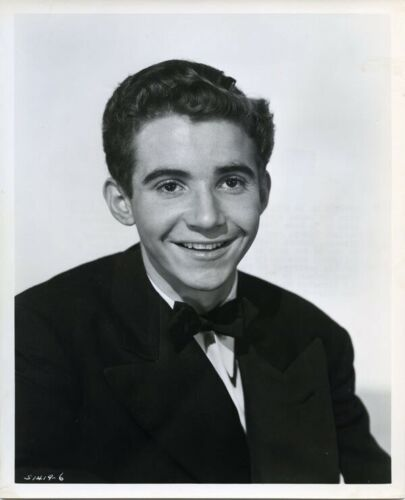
Scotty Beckett

- Scott Adkins, attore e artista marziale britannico
- Scott Baio, attore statunitense
- Scott Bakula, attore, cantante e musicista statunitense
- Scott Clifton, attore statunitense
- Francis Scott Fitzgerald, scrittore e sceneggiatore statunitense
- Scott Hicks, regista australiano
- Scott Joplin, compositore e musicista statunitense
- Scott Patterson, attore statunitense
- Scott Patterson, sciatore statunitense
- Scott Speed, pilota automobilistico statunitense
- Scott Speedman, attore canadese

### Varianti
- Scottie Barnes, cestista statunitense
- Scotty Beckett, attore statunitense
- Scotty McCreery, cantante statunitense
- Scotty Moore, chitarrista statunitense
- Scottie Pippen, cestista statunitense

## Il nome nelle arti
- Scott è un personaggio della serie animata A Tutto Reality.
- Scott McCall è il protagonista della serie televisiva Teen Wolf.
- Scott Mitchell è un personaggio del film del 2015 Jurassic World, diretto da Colin Trevorrow.
- Scott Pilgrim è un personaggio dell'omonima serie a fumetti, e del film da essa tratto Scott Pilgrim vs. the World.
- Scott Summers, not come Ciclope, un personaggio dei fumetti e film Marvel Comics.